# Casa de Félix Saénz
La Casa de Félix Saénz es un edificio modernista, situado en La Avenida, Ensanche Modernista de la ciudad española de Melilla, y forma parte del Conjunto Histórico Artístico de la Ciudad de Melilla, un Bien de Interés Cultural.

## Historia
Fue construido sobre 1907 en el solar 154 del Barrio Reina Victoria según proyecto del ingeniero militar Alejandro Rodríguez Borlado del 9 de mayo de ese año para Garzon Benarroch, contando con planta baja y alta, ala que se le añade otra en 1915 y se reforman sus fachadas, según proyecto de Fernando Guerrero Strachan, 24 de julio de 1924 para el empresario malagueño Félix Saénz.

## Descripción
Consta de planta baja y dos plantas, más los cuartillos de la azotea que cuentan con techo a dos aguas. Está construido con paredes de mampostería de piedra local y ladrillo macizo. En él destacan su fachada —con una planta baja simple con vanos de arcos escarzanos, hoy tapados—, los dos miradores rematados con un bello coronamiento y las balconadas de bellas rejerías. Junto a ellos, reseñar las molduras y relieves de las sobre ventanas del primer piso; el enmarcado que envuelve unos florones en los miradores, y los paños, con guirnaldas coronadas con detalles circulares, entre las ventanas del segundo piso.